# Deușu, Cluj
Deușu, colocvial Deuș, (în maghiară Diós, în trad. "Nuci"), este un sat în comuna Chinteni din județul Cluj, Transilvania, România. Situată la aproximativ 20 de km de Cluj-Napoca, Deușu este despărțit de Vechea de șoseaua care face legătura dintre Cluj-Napoca, Chinteni-Băbuțiu-Vultureni. Altitudinea medie: 493 m.
Deușu are o populație de 252 de locuitori. Activitatea economică se rezumă la câteva firme comerciale. 
In ultimii ani localitatea a fost racordată la rețeaua de distribuție de gaz și a fost introduse servicii de telefonie si internet în marea majoritatea a gospodăriilor.
Din punct de vedere demografic, populația este relativ îmbătrânită, majoritatea tinerilor migrând spre Cluj-Napoca. În ultimii ani însă, se remarcă tendința de revenire în sat a celor plecați și chiar stabilirea de noi familii în zonă.
Se remarca o inviorare a pietei imobiliare in trendul specific zonei metropolitane a mun. Cluj-Napoca.
Din punct de vedere turistic Deușul, corelat cu Vechea, are un potențial mediu, deocamdată neglijat. La Școala din sat a existat un "Muzeu de Istorie" inaugurat de prof. Simion Suciu care a adunat obiecte istorice găsite in zonă, atestând locuirea satului, în special a localității Vechea, de peste 2000 de ani. Tot în Vechea există o biserică din lemn datată din secolul XVII care și-a păstrat arhitectura și materialul de construcție original.

## Note

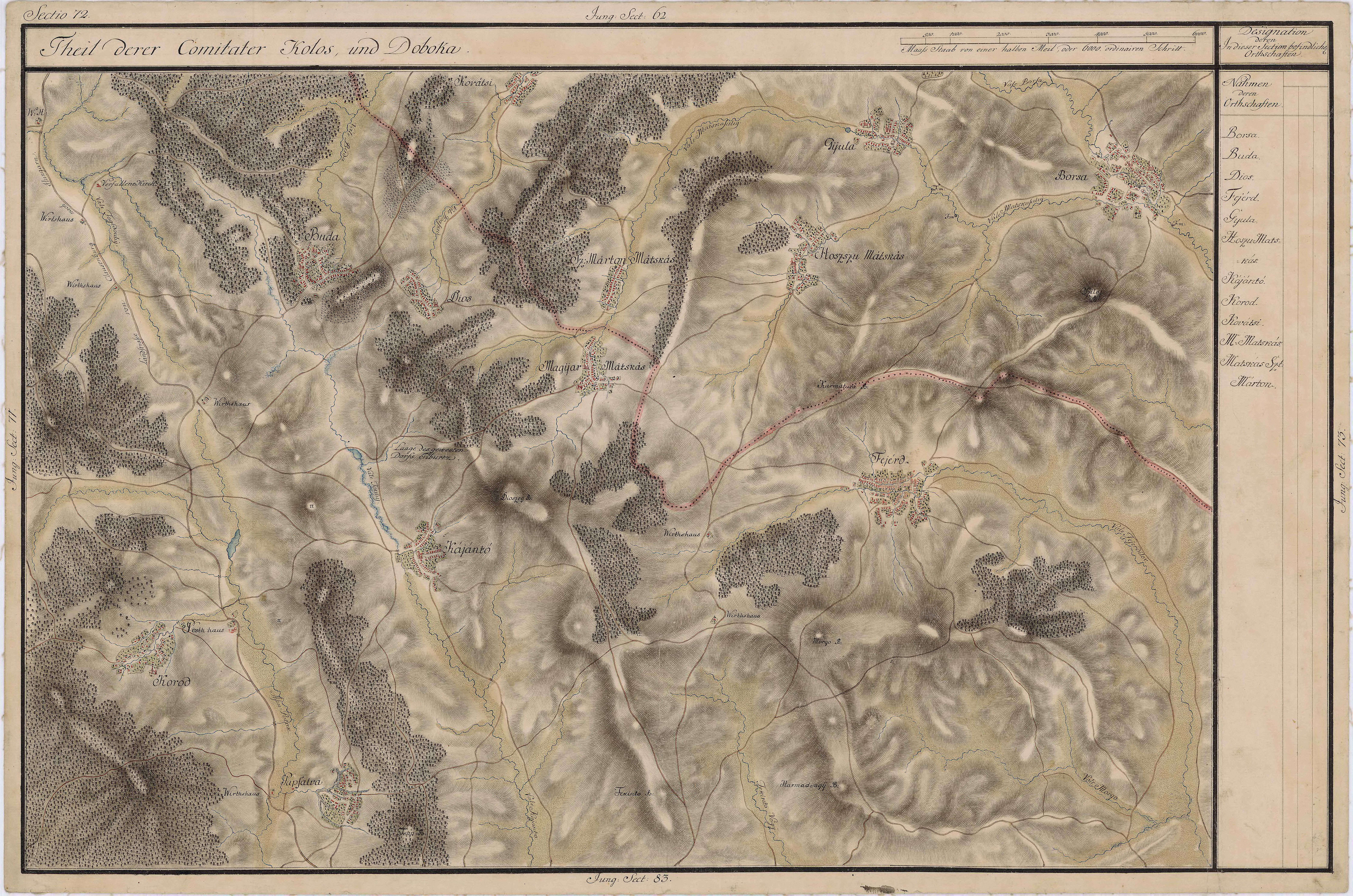
Deușu pe Harta Iosefină a Transilvaniei, 1769-73

## Galerie de imagini

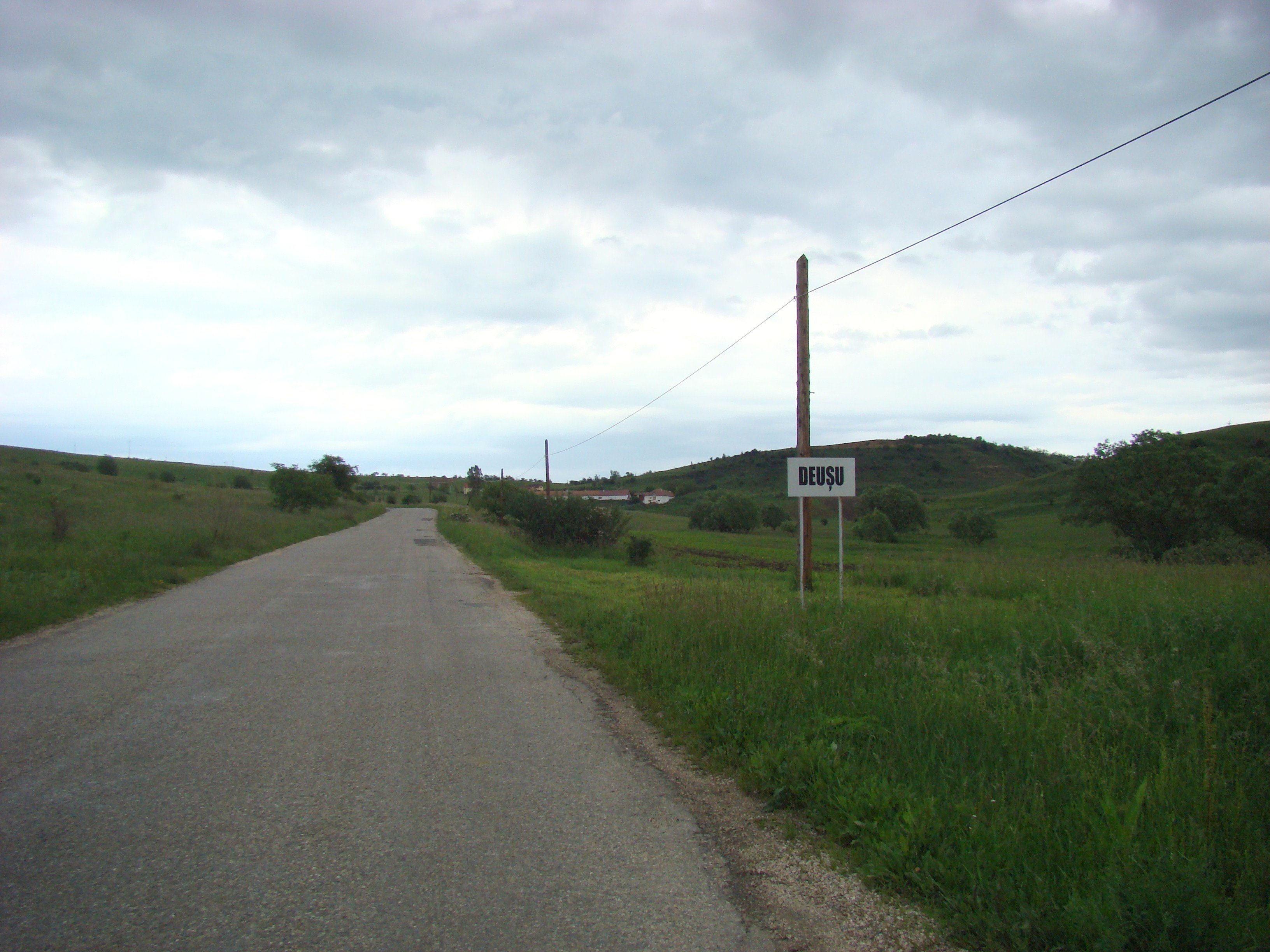
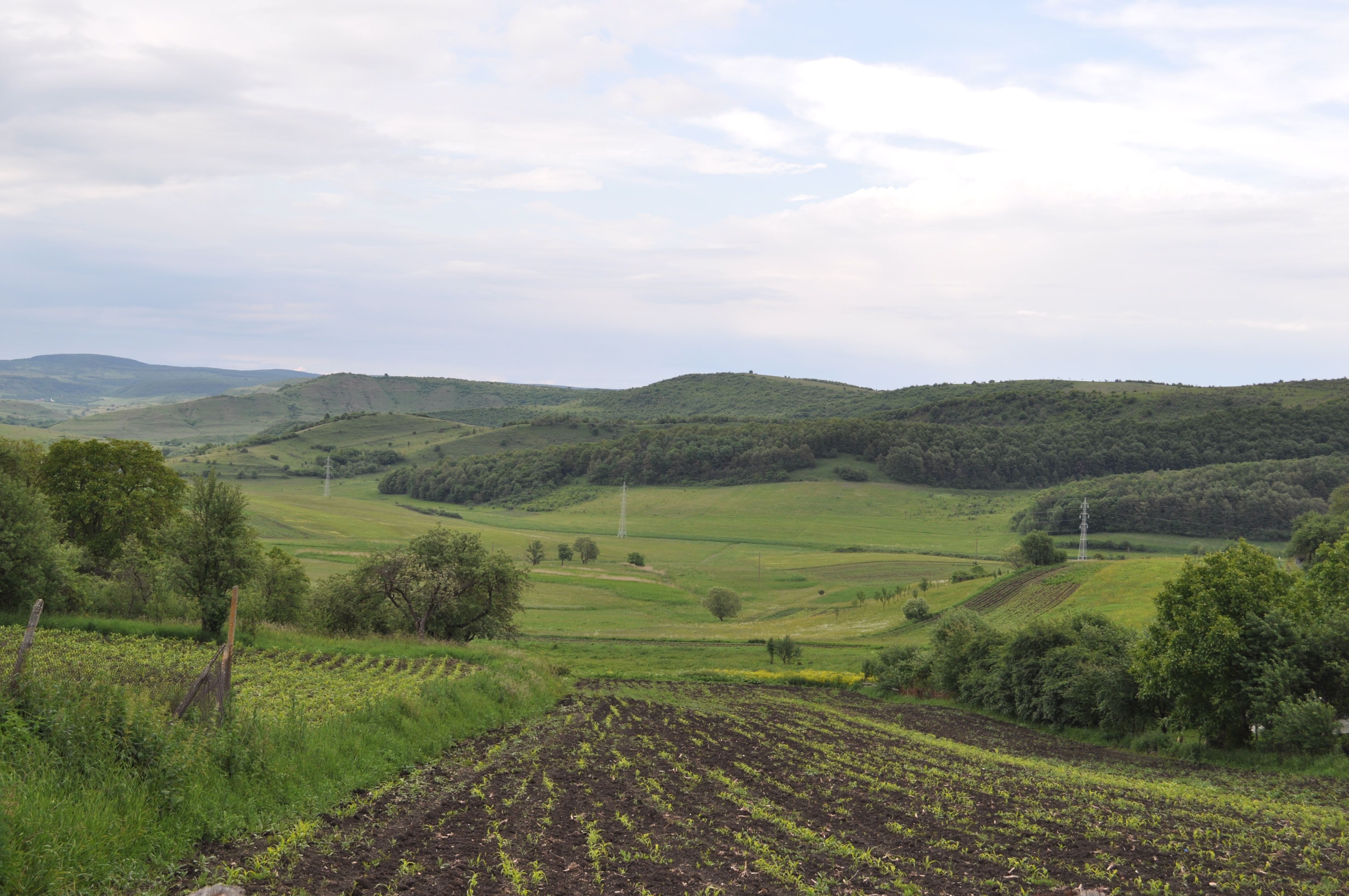
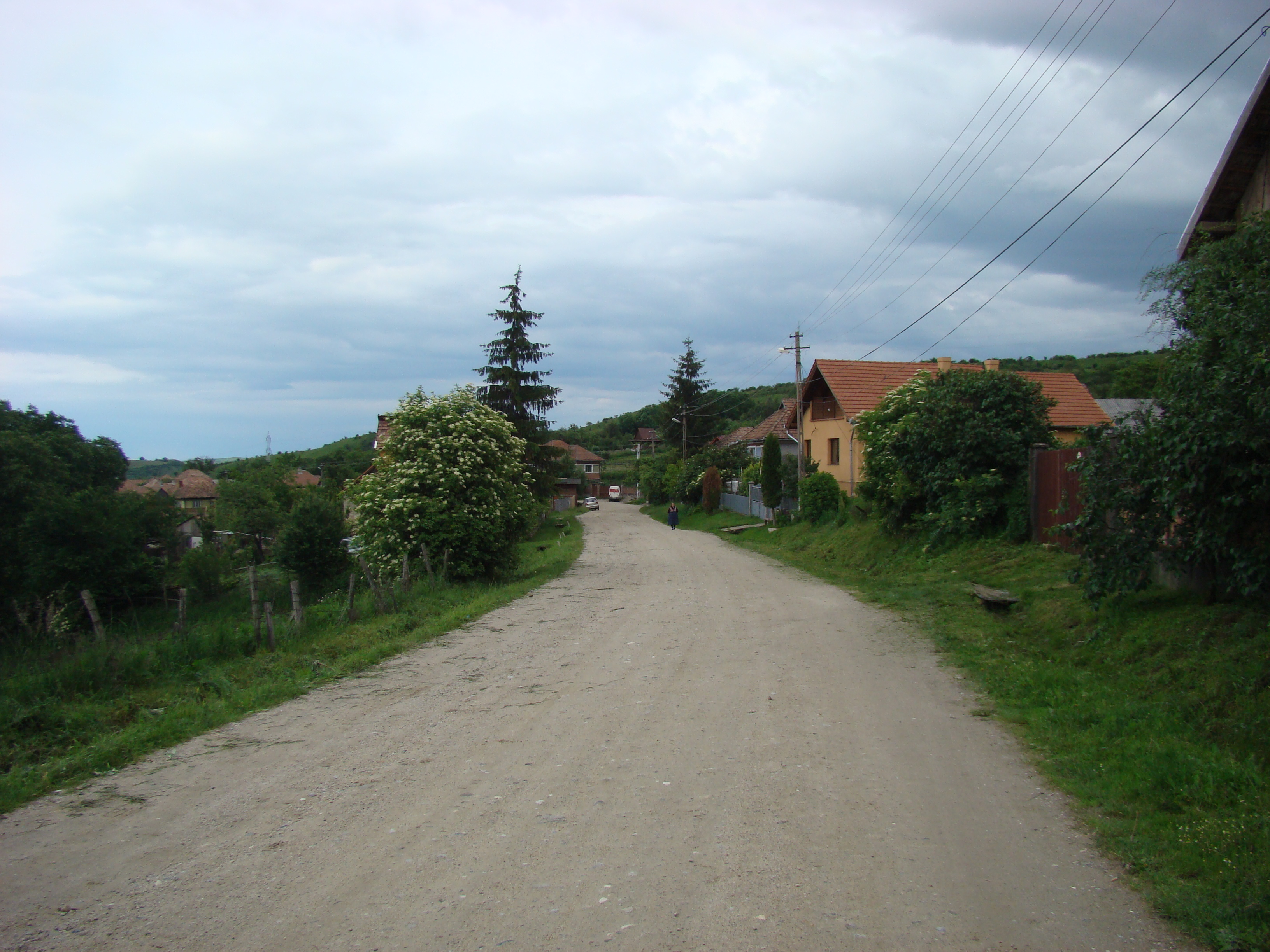
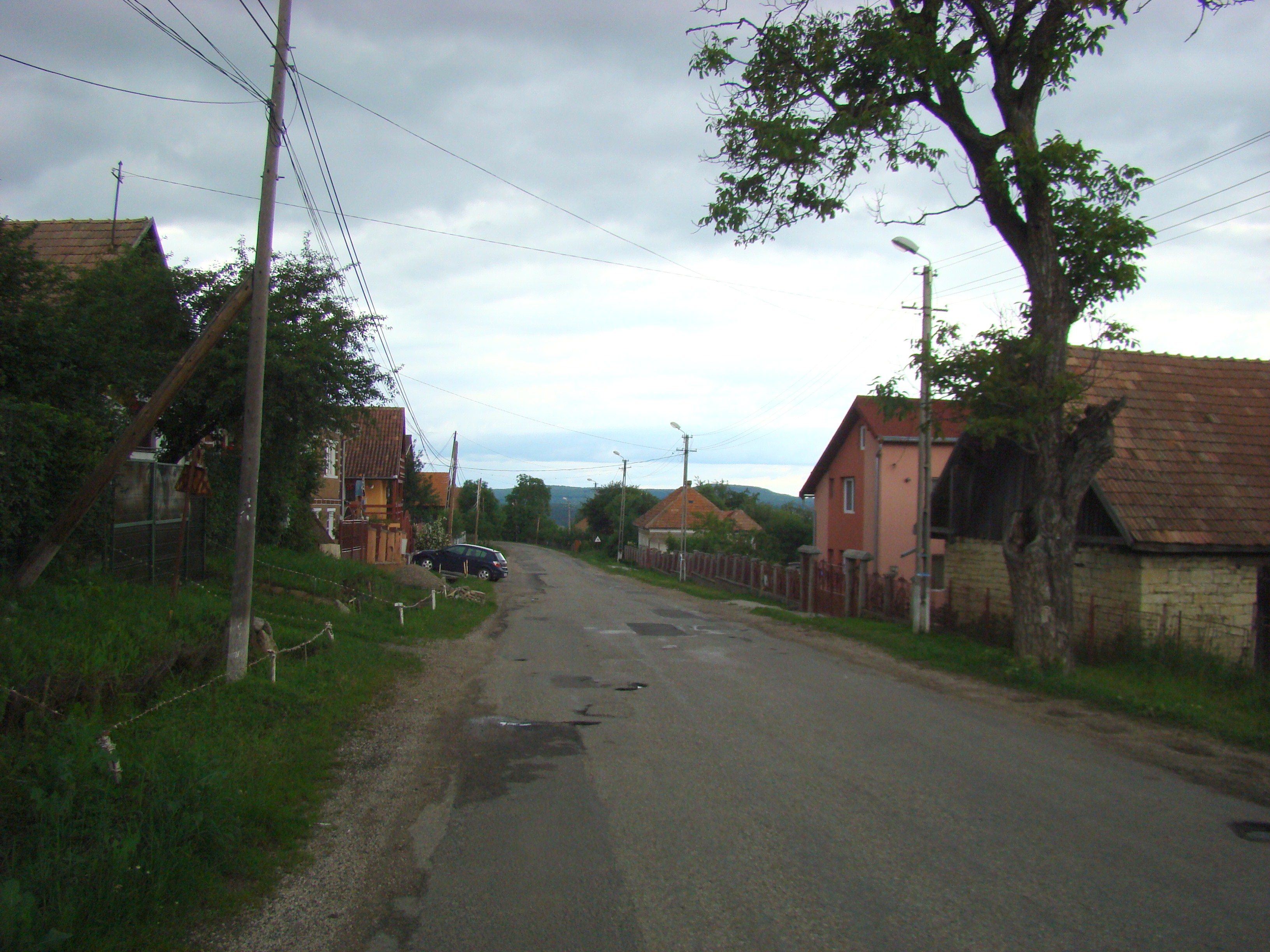
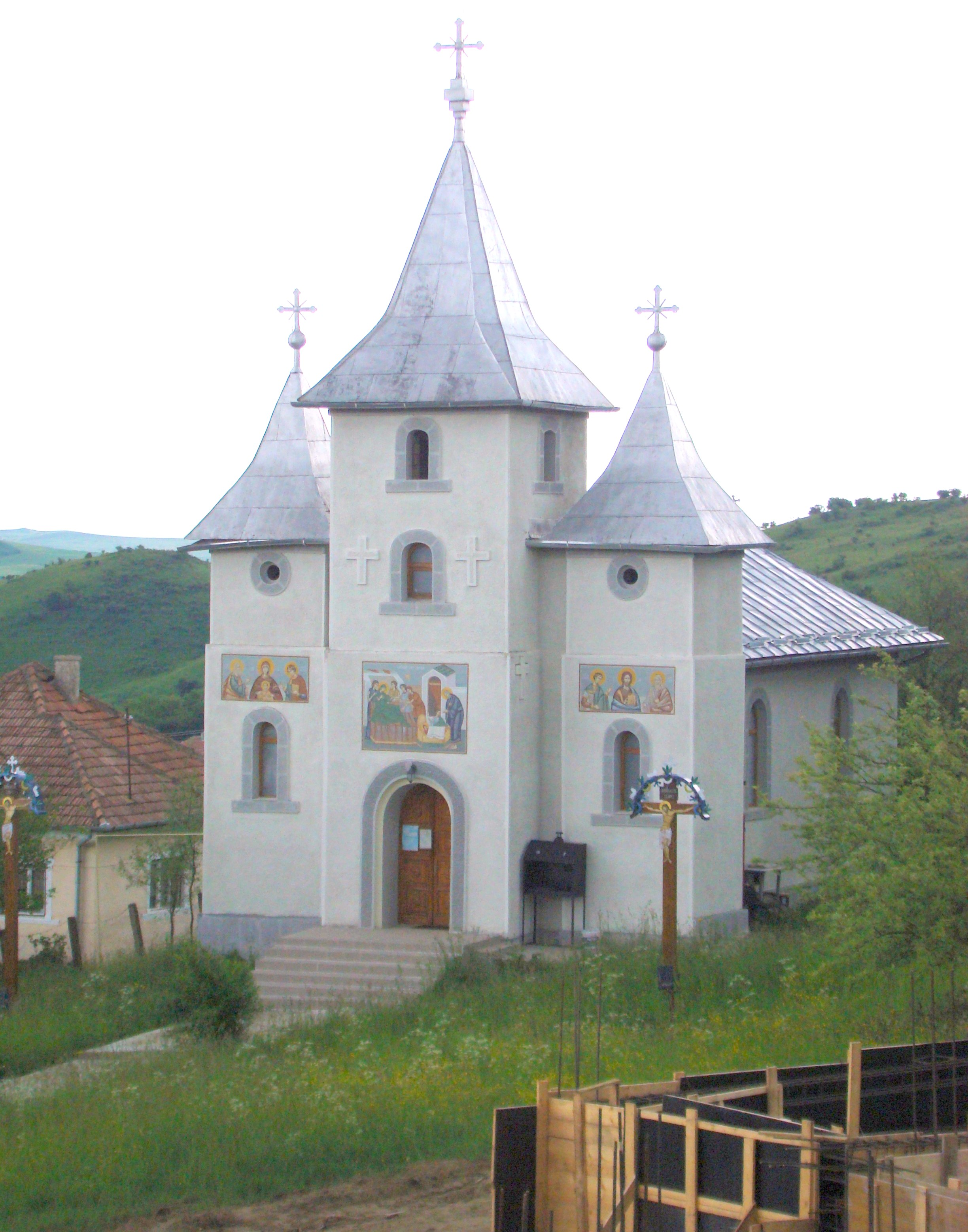
Biserica ortodoxă
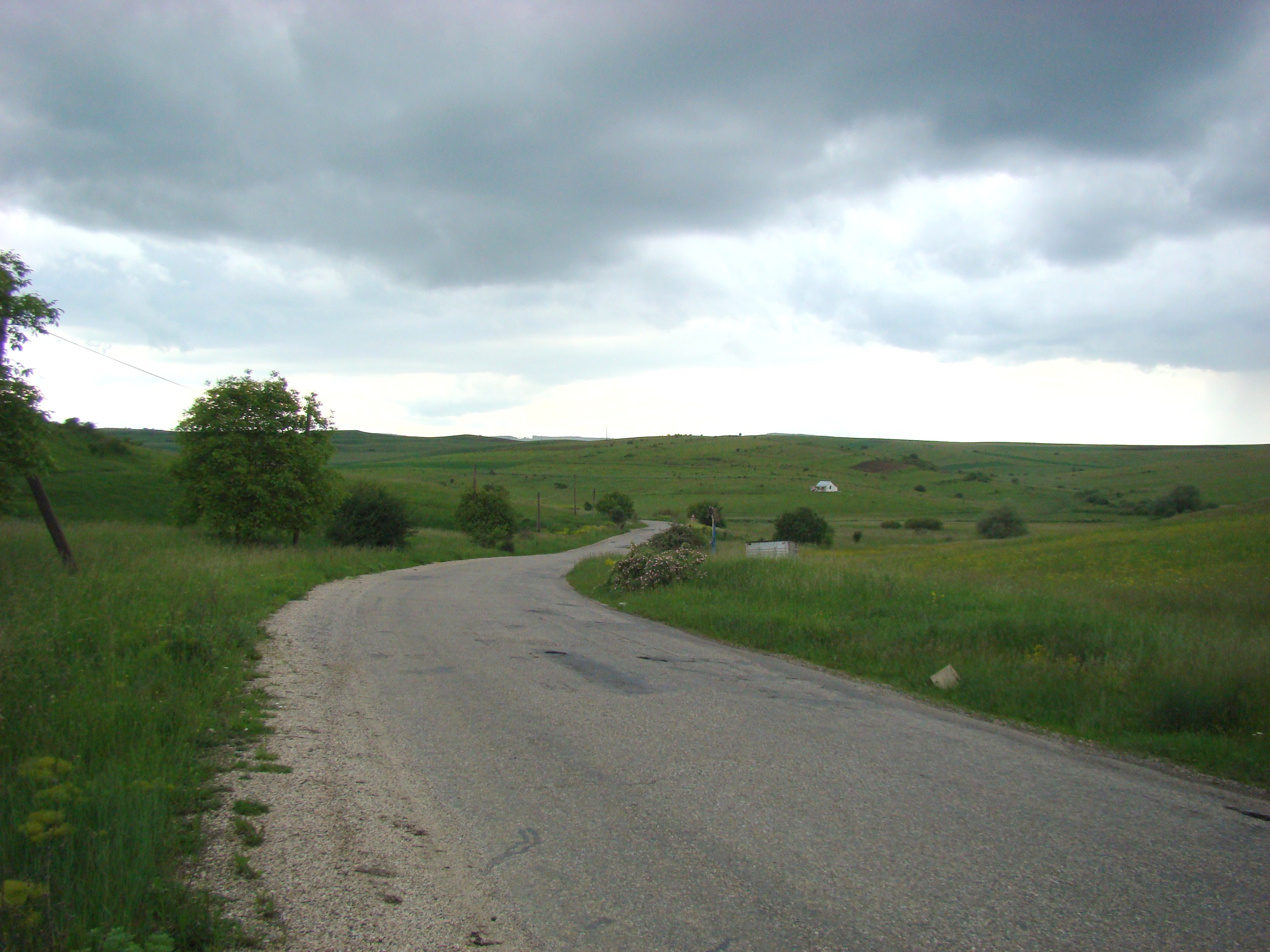
Drumul Deușu-Chinteni